# Ocotea weberbaueri
Ocotea weberbaueri är en lagerväxtart som beskrevs av Carl Christian Mez. Ocotea weberbaueri ingår i släktet Ocotea och familjen lagerväxter. Inga underarter finns listade i Catalogue of Life.